# Diamonds and Dancefloors
Albums de Ava Max
Heaven & Hell
(2020) Don't Click Play
(2025)
Singles
1. Maybe You're The Problem
Sortie : 28 avril 2022
2. Million Dollar Baby
Sortie : 1er septembre 2022
3. Weapons
Sortie : 10 novembre 2022
4. Dancing's Done
Sortie : 20 décembre 2022
5. One of Us
Sortie : 12 janvier 2023

Diamonds and Dancefloors (typographié Diamonds & Dancefloors) est le second album studio de la chanteuse américaine Ava Max. Il est sorti le 27 janvier 2023 sous le label Atlantic Records.

## Contexte
Le 12 février 2022, Max a coupé sa signature capillaire « Max Cut » et s'est teint les cheveux en rouge, suscitant des rumeurs sur le début d'une nouvelle ère musicale. Le 2 mars 2022, elle a confirmé qu'une chanson intitulée Maybe You're The Problem serait le premier single. Elle a également déclaré que son prochain album serait le plus personnel à ce jour. Dans une interview accordée à Billboard, elle a révélé qu'elle avait travaillé sur l'album pendant toute l'année 2021, qu'elle qualifie d'« année la plus difficile » de sa vie. Elle a également déclaré qu'elle était « terrifiée » lorsque sa musique récemment enregistrée est devenue plus vulnérable.
Le 1er juin 2022, elle a révélé le nom de l'album et la pochette, d'abord sur les réseaux sociaux, puis dans l'émission The Today Show. Sur la couverture, on voit la chanteuse couverte de diamants, avec un diamant dans la bouche. L'album comprend 14 titres au total. Interrogée sur le style et les paroles de l'album, elle a répondu en disant : « il vous fera pleurer et danser en même temps ». Elle a décrit l'album comme étant « fondamentalement un chagrin d'amour sur le dancefloor ».
La sortie de l'album était prévue pour le 14 octobre 2022, mais son report au 27 janvier 2023 est annoncé, avec la sortie du deuxième single, Million Dollar Baby,,.

## Pochettes de l'album
L'album comporte trois illustrations officielles, toutes réalisées par la photographe américaine Marilyn Hue. La pochette originale de Diamonds and Dancefloors a été dévoilée par Ava Max le 1er juin 2022, sur ses plateformes de médias sociaux. On y voit un gros plan de la chanteuse couverte de diamants avec un diamant dans la bouche. La couverture n'a ensuite été utilisée que sur les versions physiques de l'album ; la nouvelle a été utilisée sur les éditions numériques et en streaming.
La nouvelle pochette de l'album a été dévoilée le 19 décembre 2022, une nouvelle fois sur les plateformes de médias sociaux de la chanteuse. Elle a été prise après le tournage du visualizer de Dancing's Done, le quatrième single de l'album, où l'on voit Ava allongée sur des diamants bleus avec des diamants argentés près de sa tête. Dans une interview avec ET Canada, Max a expliqué pourquoi elle a changé la couverture de l'album :

« Elle vient du visualizer Diamonds and Dancefloors pour Dancing's Done. Et quand j'ai fini avec ce visualizer, je me suis dit « Ok, je suis restée sur l'autre pochette d'album pendant trop longtemps, il est temps de changer, et nous la changeons contre celle-ci » Et ça ressemblait vraiment à la pochette pour moi. »

— Ava Max, ET Canada
L'album a reçu une troisième couverture pour la version CD de l'album en tant que version alternative de la couverture de l'album ; l'illustration intervertit la couverture arrière comme couverture avant et la couverture avant originale comme couverture arrière. La couverture montre Max debout sur un diamant géant inclinable, tenant un microphone suspendu d'une main et versant du champagne dans un verre de l'autre main.

## Musique et paroles
Diamonds & Dancefloors est un album pop et dance-pop, avec une « colonne vertébrale synth-pop » et des « mélodies electropop avec quelques synthés des années 1990 et une touche de disco ». Selon Max, le son et les paroles de l'album « vous feront pleurer et danser en même temps ». Elle a décrit le thème principal de l'album comme étant « fondamentalement un chagrin d'amour sur le dancefloor ». Contrairement à son précédent album, Heaven & Hell, Ava a mentionné que Diamonds & Dancefloors est davantage consacré à sa vie personnelle, notamment à ses relations passées. L'album contient des paroles sur la détérioration et la rupture éventuelle d'une relation, ainsi que des paroles valorisantes et l'évasion.

### Chansons
Diamonds & Dancefloors s'ouvre sur Million Dollar Baby, une chanson pop,, et Eurodance, inspirée par la music des années 2000. La chanson sample Can't Fight the Moonlight (2000) de LeAnn Rimes, et contient des paroles basées sur le thème de l'autonomisation, qui commence par le deuil et se termine par l'émancipation. Le deuxième morceau, Sleepwalker, est une chanson synth-pop avec une production « lisse » et un « sentiment nocturne », où Max chante qu'elle est devenue l'obsession de quelqu'un qui est tombé amoureux d'elle. Le troisième morceau, Maybe You're the Problem, est une chanson dance-pop et synth-pop,, avec des influences de l'Eurodance, Europop et de la musique des années 1980,. Les paroles décrivent l'initiation de Max pour quitter une relation avec un partenaire égoïste. La quatrième piste, Ghost, est une chanson house du début des années 1990 avec des paroles sur l'impossibilité d'oublier un ex-amant. La cinquième piste, Hold Up (Wait a Minute), est une chanson dance-pop with elements of disco, où Max chante qu'elle soupçonne de plus en plus son amant de la tromper avec quelqu'un d'autre. Le sixième morceau, Weapons, est une chanson disco-pop et Europop qui contient des paroles dans lesquelles il est question de reconnaître sa propre faillibilité et vulnérabilité et donc de devenir fort et « invincible »,. Elle est suivie par le titre de l'album, une chanson house du début des années 1990 qui a été décrit comme un « hymne de club ».
Le huitième morceau, In the Dark, contient des « mélodies sombres », des rythmes de UK garage et des paroles sur le fait d'être aimé seulement la nuit. Elle est suivie de Turn Off the Lights, une chanson d'influence disco où Max « promet l'euphorie une fois les lumières éteintes ». Le dixième titre, One of Us, est une chanson pop inspirée par le disco des années 1980 et la musique de danse, où Max chante qu'elle ne veut pas faire de mal à son amant. Le onzième titre, "Get Outta My Heart", est une chanson de electronic dance où Max chante sur le fait de laisser tomber un ex-amant. Il s'agit d'un échantillon de la musique du film de 1968 Twisted Nerve. Elle est suivie de Cold as Ice, une chanson disco-pop et dance-pop avec des chœurs masculin. L'avant-dernier morceau, Last Night on Earth, est une chanson electro avec des paroles inspirées par les films catastrophe Geostorm (2017) et San Andreas (2015). L'album se termine par Dancing's Done, une chanson Europop où Max chante ce qui pourrait se passer à la fin de la nuit entre elle et quelqu'un d'autre.

## Sortie et promotion
Diamonds & Dancefloors a été publié le 27 janvier 2023 par Atlantic Records. L'édition standard de l'album est sortie en téléchargement numérique et streaming et physiquement sur CD, cassette et vinyle. Le CD est sorti avec deux couvertures différentes et le disque vinyle en quatre couleurs différentes. L'édition japonaise de l'album est sortie sur CD avec deux titres bonus : un remix de Maybe You're the Problem et un remix de Million Dollar Baby. Ava a annoncé qu'il y aurait une édition deluxe de l'album et qu'elle entamera bientôt sa première tournée en tête d'affiche.
Du 21 au 30 décembre 2022, Max a organisé une action appelée « 12 Days of Diamonds & Dancefloors », où elle a publié un nouveau visualizer chaque jour pendant douze jours. Le premier jour, elle a posté un vizualiser pour Dancing's Done sur sa chaîne YouTube. Le jour suivant, un extrait du vizualiser de Weapons a été posté sur TikTok. Les extraits des sept jours suivants comprenaient la chanson titre, Turn Off the Lights, Cold as Ice , In the Dark, Last Night on Earth, Hold Up (Wait a Minute), et Get Outta My Heart ,. Ghost a été publié comme le dernier vizualiser de l'événement. Ava a ensuite mentionné qu'elle garderait trois autres surprises pour le mois de janvier. Le vizualiser complet de One of Us est sorti le 27 janvier 2023.

### Singles
Le 2 mars 2022, Ava a confirmé qu'une chanson intitulée Maybe You're The Problem serait le single principal. Elle a commencé à teaser la chanson par le biais de divers teasers et de vidéos TikTok. Elle est finalement sortie le 28 avril 2022, et a ensuite débuté et culminé à la 83e place du UK Singles Chart ainsi qu'à la 49e place des charts français.
En août 2022, Max a commencé à annoncer une autre chanson, intitulée Million Dollar Baby. La chanson est sortie le 1er septembre 2022, comme deuxième single de l'album. Le 13 octobre 2022, Max a révélé la liste des titres de l'album ainsi que la quatrième de couverture sur les médias sociaux. Max a interprété la chanson lors des MTV Europe Music Awards 2022 le 13 novembre, et aux NRJ Music Awards 2022 le 18 novembre. La chanson apparaît dans le jeu de rythme Just Dance 2023 Edition, avec la chorégraphie réalisée par Ava elle-même en tant que coach.
Par le biais de TikTok, Ava a teasé la sortie du troisième single de l'album, Weapons, qui est sorti le 10 novembre 2022. Le 20 décembre 2022, Ava sort Dancing's Done comme quatrième single de l'album, qui est envoyé à la radio en Italie le 6 janvier 2023,,. Le 13 janvier 2023, Max a sorti One of Us, le cinquième single de l'album, qui a ensuite été suivi du premier single promotionnel de l'album, Cold as Ice, le 24 janvier 2023.

## Réception
Diamonds & Dancefloors a reçu un score de 80 sur 100 sur la base de 4 critiques sur l'agrégateur de critiques Metacritic, ce qui indique un accueil « généralement favorable ».
Neil Z. Yeung de AllMusic a écrit que l'album est « habilement exécuté et idéal pour des écoutes répétées » et « c'est des frissons purs et irrésistibles du début à la fin ». Yeung a trouvé la puissance vocale de Max « passionnée ». Sam Franzini de The Line of Best Fit a trouvé que l'album est « chatoyant et scintillant avec une production qui est constamment pointue », bien que « nous n'apprenions pas grand chose sur Max sur ces chansons », parce que les chansons n'ont « aucun sens narratif ».

## Liste des pistes
| Liste des pistes de Diamonds & Dancefloors | Liste des pistes de Diamonds & Dancefloors | Liste des pistes de Diamonds & Dancefloors                                                                                              | Liste des pistes de Diamonds & Dancefloors       | Liste des pistes de Diamonds & Dancefloors | Liste des pistes de Diamonds & Dancefloors | Liste des pistes de Diamonds & Dancefloors | Liste des pistes de Diamonds & Dancefloors | Liste des pistes de Diamonds & Dancefloors | Liste des pistes de Diamonds & Dancefloors |
| No                                         | Titre                                      | Auteur | Producteur(s)                                    | Durée                                      |                                            |                                            |                                            |                                            |                                            |
| ------------------------------------------ | ------------------------------------------ | --- | ------------------------------------------------ | ------------------------------------------ | ------------------------------------------ | ------------------------------------------ | ------------------------------------------ | ------------------------------------------ | ------------------------------------------ |
| 1.                                         | Million Dollar Baby                        | - Amanda Ava Koci - Jessica Agombar - David Stewart - Michael Pollack - Peter Rycroft - Henry Walter - Diane Warren                     | - Cirkut - Lostboy - Stewart                     | 3:04                                       |                                            |                                            |                                            |                                            |                                            |
| 2.                                         | Sleepwalker                                | - Koci - Sean Douglas - Marcus "MarcLo" Lomax - Walter - Jonas Jeberg                                                                   | - Cirkut - Jeberg                                | 3:10                                       |                                            |                                            |                                            |                                            |                                            |
| 3.                                         | Maybe You're the Problem                   | - Koci - Douglas - Lomax - Dertner - Walter - Jeberg                                                                                    | - Cirkut - Jeberg - Dertner                      | 3:10                                       |                                            |                                            |                                            |                                            |                                            |
| 4.                                         | Ghost                                      | - Koci - Deba Dakaj - Uzoechi Emenike - Walter                                                                                          | Cirkut                                           | 3:01                                       |                                            |                                            |                                            |                                            |                                            |
| 5.                                         | Hold Up (Wait a Minute)                    | - Koci - Jesse Leonard Aicher - Samuel Martin - Nathaniel Merchant - Madison Love - Walter - William Spencer Bastian - Johnny Goldstein | - Cirkut - Goldstein                             | 2:28                                       |                                            |                                            |                                            |                                            |                                            |
| 6.                                         | Weapons                                    | - Koci - Love - Walter - Ryan Tedder - Melanie Fontana - Michel « Lindgren » Schulz                                                     | - Lindgren - Cirkut                              | 2:31                                       |                                            |                                            |                                            |                                            |                                            |
| 7.                                         | Diamonds & Dancefloors                     | - Koci - Caroline Ailin - Pollack - Walter                                                                                              | Cirkut                                           | 2:35                                       |                                            |                                            |                                            |                                            |                                            |
| 8.                                         | In the Dark                                | - Koci - Love - Walter - Omer Fedi | - Cirkut - Fedi                                  | 2:52                                       |                                            |                                            |                                            |                                            |                                            |
| 9.                                         | Turn Off the Lights                        | - Koci - Connor McDonough - Love - Walter                                                                                               | - Cirkut - C. McDonough                          | 2:36                                       |                                            |                                            |                                            |                                            |                                            |
| 10.                                        | One of Us                                  | - Koci - Brett McLaughlin - Ailin - Walter - Matthew James Burns                                                                        | - Cirkut - Burns                                 | 2:59                                       |                                            |                                            |                                            |                                            |                                            |
| 11.                                        | Get Outta My Heart                         | - Koci - Love - Walter - Jason Evigan - Bernard Herrmann                                                                                | - Cirkut - Evigan                                | 3:00                                       |                                            |                                            |                                            |                                            |                                            |
| 12.                                        | Cold as Ice                                | - Koci - C. McDonough - Riley McDonough - Jakke Erixson - Love - Walter                                                                 | - Cirkut - C. McDonough - T.I. Jakke - Tor Eimon | 2:23                                       |                                            |                                            |                                            |                                            |                                            |
| 13.                                        | Last Night on Earth                        | - Koci - C. McDonough - Erixson - Love - Walter                                                                                         | - Cirkut - C. McDonough                          | 2:57                                       |                                            |                                            |                                            |                                            |                                            |
| 14.                                        | Dancing's Done                             | - Koci - Douglas - Pablo Bowman - Burns - Rycroft - Walter                                                                              | - Lostboy - Burns - Cirkut                       | 2:46                                       |                                            |                                            |                                            |                                            |                                            |
| 39:31                                      |                                            | |                                                  |                                            |                                            |                                            |                                            |                                            |                                            |

| Édition japonaise | Édition japonaise                     | Édition japonaise                                                | Édition japonaise            | Édition japonaise | Édition japonaise | Édition japonaise | Édition japonaise | Édition japonaise | Édition japonaise |
| No                | Titre                                 | Auteur                                                           | Producer(s)                  | Durée             |                   |                   |                   |                   |                   |
| ----------------- | ------------------------------------- | ---------------------------------------------------------------- | ---------------------------- | ----------------- | ----------------- | ----------------- | ----------------- | ----------------- | ----------------- |
| 15.               | Maybe You're the Problem (MOTi remix) | - Koci - Douglas - Lomax - Dertner - Walter - Jeberg             | - Cirkut - Jeberg - Dertner  | 2:47              |                   |                   |                   |                   |                   |
| 16.               | Million Dollar Baby (Coastr remix)    | - Koci - Agombar - Stewart - Pollack - Rycroft - Walter - Warren | - Cirkut - Lostboy - Stewart | 2:41              |                   |                   |                   |                   |                   |
| 45:10             |                                       |                                                                  |                              |                   |                   |                   |                   |                   |                   |

### Classements hebdomadaires
| Classement (2023)                        | Meilleure position |
| ---------------------------------------- | ------------------ |
| Allemagne (Media Control AG)             | 8                  |
| Australie (ARIA)                         | 31                 |
| Autriche (Ö3 Austria Top 40)             | 6                  |
| Belgique (Flandre Ultratop)              | 14                 |
| Belgique (Wallonie Ultratop)             | 15                 |
| Canada (Canadian Albums)                 | 23                 |
| Écosse (OCC)                             | 6                  |
| Espagne (PROMUSICAE)                     | 10                 |
| États-Unis (Billboard 200)               | 34                 |
| États-Unis (Top Dance/Electronic Albums) | 2                  |
| Finlande (Suomen virallinen lista)       | 23                 |
| France (SNEP)                            | 14                 |
| Hongrie (Mahasz)                         | 5                  |
| Irlande (IRMA)                           | 33                 |
| Italie (FIMI)                            | 50                 |
| Japon (Billboard Japan Hot Albums)       | 32                 |
| Japon (Oricon)                           | 11                 |
| Lituanie (AGATA)                         | 53                 |
| Norvège (VG-lista)                       | 28                 |
| Nouvelle-Zélande (RIANZ)                 | 36                 |
| Pays-Bas (Mega Album Top 100)            | 21                 |
| Suède (Sverigetopplistan)                | 7                  |
| Suisse (Schweizer Hitparade)             | 8                  |
| Royaume-Uni (UK Albums Chart)            | 2                  |

## Historique des sorties
| Région | Date            | Format(s)                                             | Label    | Réf.    |
| ------ | --------------- | ----------------------------------------------------- | -------- | ------- |
| Divers | 27 janvier 2023 | - CD - cassette - vinyle - téléchargement - streaming | Atlantic |         |
| Brésil | 27 janvier 2023 | CD                                                    | Warner   | [ 101 ] |
| Japon  | 27 janvier 2023 | CD                                                    | Warner   | ,       |

## Tournée
On Tour (Finally) est la première tournée en tête d'affiche de Max, en soutien à l'album.

### Contexte
La tournée a d'abord été annoncée avec 24 dates en Europe le 22 février 2023. Les dates de l'étape nord-américaine et des festivals de musique ont été annoncées le 3 avril 2023. Le 6 avril 2023, la chanteuse américaine Emlyn a annoncé qu'elle ferait la première partie de l'étape européenne. Le 4 mai 2023, le groupe américain The Scarlet Opera a annoncé qu'il ferait la première partie de l'étape nord-américaine.
| On Tour (finally) Tournée de Ava Max                                       |
| -------------------------------------------------------------------------- |
| Album associé Diamonds & Dancefloors                                       |
| Date de début 14 Avril 2023                                                |
| Date de fin 9 septembre 2023                                               |
| Nombre de spectacles - 16 en Europe - 19 en Amérique du Nord - 35 au total |

On Tour (finally) est le premier concert en tête d'affiche